# Stéphane Bauer
Stéphane Bauer (* 3. November 1962 in Neuilly-sur-Seine, Frankreich) ist ein französischer Kurator und Kunstvermittler. Er leitet seit 2002 den Kunstraum Kreuzberg/Bethanien in Berlin.

## Leben
Stéphane Bauer ist in Nizza/Frankreich, Bloomington/USA und Bonn/Deutschland aufgewachsen.
Sein Studium der Soziologie, Politologie, Psychologie und Volkswirtschaftslehre absolvierte er an der Friedrich-Wilhelm-Universität Bonn und an der Freien Universität Berlin. Er schloss es als Diplom-Soziologe mit der Arbeit »Wandel und Erneuerung der „sociologie du travail“« (Eine wissenschaftsgeschichtliche Analyse zur Entstehung der »Theorie der Regulation«).
Stéphane Bauer hat seine ersten Erfahrungen im Kulturbereich im AStA (Allgemeiner StudentInnenausschuss) und in der Initiative für ein selbstverwaltetes Jugend- und Kulturzentrum Bonn e.V. gesammelt. Er war anschließend Mitarbeiter des Bundesverbandes Studentischer Kulturarbeit in Bonn, war als freier Mitarbeiter an der Hochschule der Künste Berlin am Institut für Kunstvermittlung tätig und seit Juli 1990 Geschäftsführer des Kunstamts Kreuzberg. Seit 1997 kuratiert Stéphane Bauer Ausstellungen in Berlin im Kunstamt Kreuzberg, in der Neuen Gesellschaft für Bildende Kunst e.V. und im Kunstraum Kreuzberg/Bethanien, dessen Leiter er seit 2002 ist.
Von 2002 bis 2008 leitete Stéphane Bauer ebenfalls einmal jährlich das zweiwöchige internationale Kulturmittlerseminar des Goethe-Instituts in Berlin. Seit dem Wintersemester 2008/09 hat Stéphane Bauer einen Lehrauftrag am Institut für Kunst im Kontext der Universität der Künste Berlin und ist Dozent für kuratorische Praxis beim Bildungswerk des Berufsverbandes Bildender Künstler Berlin.
Seine Projekte führten ihn für Vorträge und Workshops nach Accra/Ghana, Belgrad/Serbien, Brüssel/Belgien, Chicago/USA, Jerusalem/Israel, Kairo/Ägypten, Madrid/Spanien, Paris/Frankreich, Prag/Tschechien, Ramallah/Palästinensische Gebiete, Sao Paulo/Brasilien, Tokio/Japan, Warschau/Polen und in deutsche Städte.
Seit März 2008 ist Stéphane Bauer Mitglied des Rates für die Künste Berlin.